# نيكولاس أموديو
نيكولاس أموديو (بالإسبانية: Nicolás Amodio) (مواليد 10 مارس 1983 في مونتيفيديو - الأوروغواي) لاعب كرة قدم أوروغواياني يلعب حاليا لصالح نادي الدرجة الأولى نابولي الإيطالي منذ 2008 في مركز الوسط المدافع . .

## روابط خارجية
- نيكولاس أموديو على موقع قاعدة بيانات كرة القدم.إي يو (الإنجليزية)
- نيكولاس أموديو على موقع Soccerway.com (الإنجليزية)
- نيكولاس أموديو على موقع عالم كرة القدم.نت (الإنجليزية)
- نيكولاس أموديو على موقع كووورة
- نيكولاس أموديو على موقع GSA (الإنجليزية)